# Chinwendu Ihezuo
Chinwendu Ihezuo (prononciation: /ˈtʃiːhwɛŋduː/ /ɛɑːˈʒoʊ/), née le 30 avril 1997 à Ajegunle au Nigeria, est une footballeuse internationale nigériane.
En 2016, elle évolue comme attaquante au CF Monterrey, et en équipe du Nigeria des moins de 20 ans. Elle est sélectionnée dans l'équipe nationale nigériane pour la Coupe d'Afrique des nations féminine de football 2018 puis pour la Coupe du monde féminine de football 2019.

## Biographie

### Enfance
Chinwendu Ihezuo est née le 30 avril 1997 à Ajegunle, Lagos, Nigeria,,. Elle passe son enfance dans un bidonville de Lagos. Elle aime beaucoup le football et joue avec les garçons, participant également à des compétitions. Ses parents l'ont encouragée dès ses débuts dans le football. Ajegunle a donné certains des meilleurs footballeurs masculins du Nigeria, ce qui a mené Chinwendu Ihezuo à préférer s'entraîner avec les hommes.

### En club
De 2012 à 2014, elle joue avec les Pelican Stars de Calabar,. Elle joue ensuite pour les Delta Queens, en championnat du Nigeria jusqu'à la fin de la saison 2015. En 2016, elle signe un contrat d'un an avec le BIIK Kazygurt, au Kazakhstan,. Elle marque 16 buts en 20 apparitions, en jouant numéro 19. Elle dispute la Ligue des champions de l'UEFA avec le club. Elle joue deux matchs, mais ne marque pas et récolte une carte jaune contre Vérone.

### En équipe nationale
Elle est sélectionnée régulièrement en équipe du Nigeria des moins de 17 ans à partir de 2012, puis des moins de 20 ans à partir de 2014. Elle dispute la Coupe du monde féminine des moins de 17 ans 2012, à l'occasion de laquelle on lui décerne le « soulier d'argent » après qu'elle eut marqué six buts, dont cinq face à l'Azerbaïdjan.
Elle remporte la Coupe d'Afrique des nations féminine de football 2018 dans l'équipe nationale nigériane, et est sélectionnée en 2019 dans cette même équipe pour la Coupe du monde féminine de football 2019.

## Palmarès

### En équipe nationale
Nigeria
- Vainqueur de la Coupe d'Afrique des nations en 2018 et 2024